# Mukasipidariyur
Mukasipidariyur là một thị trấn thống kê (census town) của quận Erode thuộc bang Tamil Nadu, Ấn Độ.

## Nhân khẩu
Theo điều tra dân số năm 2001 của Ấn Độ, Mukasipidariyur có dân số 11.045 người. Phái nam chiếm 50% tổng số dân và phái nữ chiếm 50%. Mukasipidariyur có tỷ lệ 62% biết đọc biết viết, cao hơn tỷ lệ trung bình toàn quốc là 59,5%: tỷ lệ cho phái nam là 73%, và tỷ lệ cho phái nữ là 51%. Tại Mukasipidariyur, 9% dân số nhỏ hơn 6 tuổi.